# 東ティモールの政党
東ティモールの政党（ひがしティモールのせいとう）では、東ティモール民主共和国における政党について説明する。

## 一覧
ここでは、2007年国民議会選挙と2012年国民議会選挙の両方、あるいはいずれかで議席を得た政党について取り上げる。
| 名称                                 | 略称                     | 結成年 | 政治的立場     |
| ------------------------------------ | ------------------------ | ------ | -------------- |
| 東ティモール独立革命戦線             | Fretilin（フレティリン） | 1974年 | 左派進歩主義   |
| 東ティモール再建国民会議             | CNRT                     | 2007年 | 中道左派       |
| 民主党                               | PD                       | 2001年 | 中道左派       |
| 社会民主党                           | PSD                      | 2000年 | 中道           |
| ティモール社会民主協会               | ASDT                     | 1974年 | 中道           |
| ティモール戦士協会－ティモール人民党 | Kota/PPT                 | 1974年 | 保守・伝統主義 |
| ティモール抵抗民主民族統一党         | UNDERTIM                 | 2005年 | 中道右派       |
| 国民統一党                           | PUN                      | 2007年 | 中道右派       |
| 改革戦線                             | Frenti Mudanca           | 2011年 |                |

出典：「重要日誌：ティモール・レステ　2011年」、「参考資料：ティモール・レステ　2011年」、アジア経済研究所編『アジア動向年報』2012年版（アジア経済研究所）408～412頁